# Peter Lilja
Denna artikel handlar om soldaten Peter Lilja. För sjöofficeren, se Peter Lillja.
Peter (Per, Petter) Lilja, född 24 augusti 1764 på gården Håfs ägor i Skärstads socken, död 26 januari 1823 i Skålabro i Skärstads socken, var en svensk militär och mottagare av medalj för tapperhet i fält.

## Barn- och ungdomen

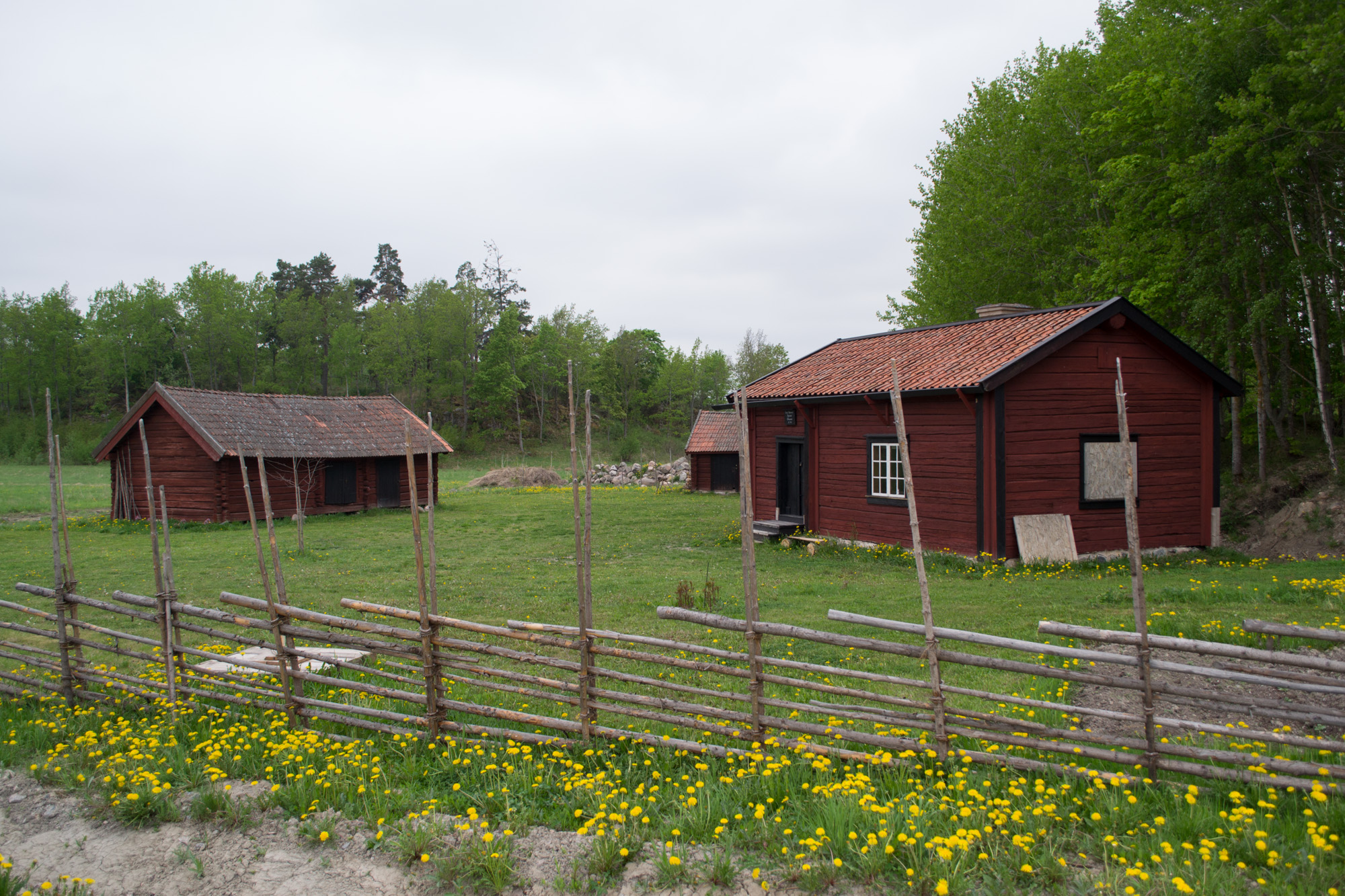
Exempel på ett soldattorp

Den 14 mars 1762 gifte sig reservsoldaten Nils Jonsson med pigan Catarina Persdotter i Skärstads församling. Båda två tjänade på Håfs Södergård vid detta tillfälle. Den 17 mars, dvs. tre dagar efter vigseln, föddes det nya brudparets första barn Jonas. Den 30 mars avled soldaten nr 22 Johan Nyman på livkompaniet vid Jönköpings regemente i Pommerska kriget. Den nya soldaten på detta nummer blev Nils Jonsson som fick soldatnamnet Håfman, namngiven efter rotegården som var Håfs mellangård. Platsen Håf stavas "Hov" idag. Nils Håfman var 172 cm lång och enligt dödsboken ska han vara född ca 1738, vilket troligen gör honom identisk med en Nils Jonsson som föddes 30 augusti 1738 i Smedjeberg i Ölmstads socken. Catharina Persdotter (står som Cajsa Persdotter vid ett tillfälle) är född 1738 enligt dödsboken och husförhör.
Peter är troligtvis född i detta soldattorp, det står "Håfs ägor" i kyrkoböckerna för han och hans syskon.
Paret fick sammanlagt fem barn och de bodde i soldattorpet 22 under Håf Mellangård under större delen av denna tiden.
- Jonas, född 17 maj 1762 i Håf södergårds ägor. Död 13 november 1768 i soldattorpet.
- Peter (Per), född 24 augusti 1764 i soldattorpet. Död 16 januari 1823 i Skålabro i Skärstads socken.
- Sara, född 4 januari 1767 i soldattorpet. Död 28 december 1846 i Sörskogen, Hakarps socken.
- David, född 11 november 1768 och död 21 februari 1769 i soldattorpet.
- Johannes, född 14 oktober 1770 i soldattorpet.

Peter blev alltså efter några år äldste bror med en yngre syster och en yngre bror under sin uppväxt. Soldatbarn vid denna tid hjälpte ofta till med torpens drift och när soldaterna var iväg på kommenderingar var blev säkert detta ofta mer påtagligt. Peter påverkades säkert av sin far på något sätt att välja soldatlivet. Kanske upplevde han det livet som lockande eller så var det den fria bostaden och andra förmåner som var anledningen. Sverige var i fred under Peters barn- och ungdomstid så hans far tillbringade säkert en stor del av sin tid hemma vid torpet. Fadern Nils Håfman avled den 30 maj 1787 av lungsot. Han blev 48 år gammal. Familjen var tvungen att lämna torpet till nästa soldat, de flyttade till en backstuga under Håf Nygård.

## Soldat i Skärstad
Peter blev antagen som soldat på nr 16 på livkompaniet, Jönköpings regemente den 13 juni 1785 nästan 21 år gammal. Hans företrädare på numret var soldat Lars Svan som avled 24 mars samma år av bröstvärk. Lars hade blivit blesserad under Pommerska kriget mer än tjugo år tidigare men kunde tydligen fortsätta sin tjänstgöring. Peter flyttade till sitt soldattorp som låg under Stickelösa i Skärstad socken. Han var än så länge ogift, och var något längre än sin far, 173 cm lång. Han deltog i en fredskommendering med regementet i ett läger i Skåne under 1786. Peter och hans far tjänstgjorde ihop i två år innan fadern avled. Han gifte sig dock ganska snart efter att han blev soldat, 27 november 1785 i Skärstad med den nio år äldre pigan Marit Olofsdotter som han fick dottern Maria med 11 augusti 1786. Hustrun avled dock 1786 av moderspassion, en sjukdom som kan yttra sig med varierande psykiska och nervösa symtom som känsloutbrott, kramper, förlamningar, okänslighet, svårigheter att andas och att svälja. Förmodligen fick hon sjukdomen i sviterna efter graviditeten. Hon begravdes 31 december 1786, 33 år gammal. Per blev nu änkling med sin dotter Maria bara ett par månader gammal. Han gifte om sig 4 november 1787 i Skärstad med den 39-åriga pigan Elin Johansdotter.
År 1788 började Gustav III:s ryska krig och regementet skulle flyttas över till Finland för att sättas in i kriget. Inledningsvis i kriget tjänstgjorde delar av regementet ombord i örlogsflottan, Peter var inte en av dem utan han tjänstgjorde direkt på finländska fastlandet. Peter deltog i hela kriget mellan 1788 och 1790. Under tiden han tjänstgjorde avled hans dotter Maria från första äktenskapet den 3 december 1788. Hon avled i Håf vilket troligen innebar att hon togs hand av Peters mor Catharina medan han tjänstgjorde i kriget. Hans nya hustru födde sonen Nils 1 januari 1789.
När han kom tillbaks från kriget återvände han till torpet och träffade förmodligen sin son för första gången då. Peters mor Catharina avled 53 år gammal detta år den 1 maj av lungsot liksom hennes make gjorde fyra år tidigare. Peter hade en arbetskommendering i Karlskrona under 1791. Han befordrades under denna tid till vicekorpral, förmodligen skedde det under senare delen av kriget, troligen senast 1793. Samma år begärde han att få byte rote av okänd anledning och detta beviljades, så den 18 juli samma år flyttade han till nummer 35 på samma kompani under Berghem i Skärstad socken. Han hade en fredskommendering 1795 också med ett läger i Skåne och en sjöexpedition. Annars var 1790-talet förhållandevis lugnt för familjen. De fick inga fler barn, hans hustru är en bra bit över fyrtio år. År 1800 begärde han på nytt att få byte rote vilket beviljades. 23 december 1800 flyttade han till nummer 78 under Västra Höreda i Lekeryds socken. Varför han begärde flytt två gånger är okänt. Om man ska spekulera skulle det kunna vara att han inte var nöjd med de två första torpen och ville ha bättre, han hade ju blivit vicekorpral. Ett annat alternativ skulle kunna vara att han inte trivdes i Skärstad av någon anledning.

## Korpral i Lekeryd
1803 hade han blivit befordrad till korpral och han hade haft två fredskommenderingar, en i Skåne 1801 och en i Karlskrona 1802.